# Comtés unis de Prescott et Russell
Comtés unis de Prescott et Russell (franska) eller United Counties of Prescott and Russell (engelska) är ett county i Kanada. Det ligger i provinsen Ontario, i den sydöstra delen av landet, öster om huvudstaden Ottawa. Vid folkräkningen 2021 hade countyt 95 639 invånare, huvudsakligen fransktalande.